# Мекоусна пастрмка
Мекоусна пастрмка (лат. Salmo obtusirostris) је сигурно једна од најинтригантнијих врста пастрмке, чија је класификација побуђивала пажњу научника од пионирских студија до данашњих дана. Увршћена је у род Salmothymus, у који спада само једна врста – монофилетски род. Припада фамилији Salmonidae.
- Латински назив: Salmothymus obtusirostris
- Локални називи: јадрански лосос
- Макс. дужина:
- Макс. тежина: 4 .
- Време мреста: Мекоусна пастрмка се мрести у месецу априлу и мају.

## Опис и грађа
Мекоусна пастрмка има на боковима тела неправилно распоређене црне пеге, као и мањи број црвених или наранџастих пега, које се поклапају са црвеним пегама. Карактеристична особина мекоусне пастрмке је да јој висина главе нагло опада испред носних отвора па јој је њушка заобљена. Уста су јој мања него код других врста салмонида, месната и мека, зуби су скоро покривени зубним месом, а по тој особини је и добила народно име - мекоусна. 
Први пут је описана 1851. године од стране аустријских зоолога Јохана Хекела и Рудолфа Кнера. 

## Навике, станиште, распрострањеност
Мекоусна пастрмка има четири подврсте које су ендемичне за средњи и јужни јадрански слив. Карактерише је необична сличност са обоје, липљеном и пастрмком. Осим морфолошке сличности са липљеном, нарочито у подручју трупа, са њим дели и неке друге сличности; заузимају иста станишта, имају сличну исхрану, обе врсте живе у јатима и мресте се у пролеће. Међутим, липљен никада није био аутоктон на подручјима где налазимо мекоусну пастрмку, већ је тамо накнадно унесен. Њихова изразита сличност може се објаснити у сличности станишта које су населили у прошлости и ту се прилагодили. Ради специфичног изгледа мекоусну пастрмку називају реликтом остатком давне земљине прошлости, јер поседује већи број „примитивних“ обележја – pleistomorfi (кратке вилице, мала уста, кратки зуби и спада у облигаторне слатководне рибе).

## Подврсте
Род Salmothymus је монофилетски род са четири подврсте које су ендемичне за средњи и јужни јадрански слив.
- Salmothymus obtusirostris oxyrhynchus Steindachner, 1882.
- Salmothymus obtusirostris salonitana Karaman, 1926.
- Salmothymus obtusirostris krkensis Karaman, 1926.
- Salmothymus obtusirostris zetensis Karaman, 1926.
- Salmothymus obtusirostris zetensis, иначе најугроженија рибља врста у Црној Гори, насељава уско подручје доњег тока реке Зете, као и њену притоку, реку Морачу.
- Salmothymus obtusirostris krkensis или ″злоуста″ ендем је реке Крке.
- Salmothymus obtusirostris oxyrhynchus je Неретванска мекоусна пастмка која има највећу популацију од свих подврста, а налази се у реци Неретви и њеним протокама Буни и Буници, Брегави, и Требижату, те у Рами прије изграднје хидролектране ХЕ Рама.
- Salmothymus obtusirostris salonitana или солинка која насељава кратке крашке реке у Хрватској – Јадро и Жрновница.

## Заједничке карактеристике
Заједничке карактеристике подврста мекоусне пастрмке су:
- мале крљушти
- сјај тела
- мала уста са меснатим уснама
- кратке вилице
- ситни зуби
- желудац са великим бројем пилоричких наставака (48 – 91)
- густе тамне тачке иза шкрга све до леђне пераје
- ретко распоређене црвене тачке које допиру до краја тела
- пераје нису пигментиране, изузев леђне пераје
- пролећни мрест